# Hoppy
Hoppy (ホッピー?, Hoppii) è una bevanda a basso contenuto alcolico (0,8 gradi) simile alla birra che Beverage Company Kokuka ha iniziato a produrre e vendere in Giappone nel 1948. Kokuka successivamente assunto la denominazione di Hoppy Beverage Co., Ltd. Hoppy è attualmente marchio registrato della Hoppy Beverage Co., Ltd.
Solitamente viene mescolata la bevanda Hoppy con shōchū (una bevanda giapponese distillata). Questo mix è considerato un sostituto della birra, troppo costosa per la gente comune del dopoguerra. Viene solitamente servita nei pub giapponesi izakaya.

## Prodotti
- Hoppy (originale)
- Black Hoppy (aroma più dolce e frizzante)
- 55 Hoppy (in occasione del 55º anniversario)
- Hoppy 330 (bottiglia per uso domestico)
- Hoppy Black (bottiglia per uso domestico di Black Hoppy)